# Dự án Bách Cốc
Dự án Bách Cốc là một chương trình nghiên cứu khoa học lớn do các nhà khoa học Nhật Bản trực tiếp triển khai từ năm 1994 với sự hợp tác của Trung tâm Nghiên cứu Việt Nam & Giao lưu Văn hóa nhằm nghiên cứu một cách đầy đủ nhất bức tranh về đời sống kinh tế, văn hoá, chính trị, xã hội... của làng Bách Cốc, một ngôi làng cổ nhỏ bé nằm ở vùng châu thổ sông Hồng, để từ đó có thể đưa ra một cái nhìn minh xác nhất về cấu trúc mô hình làng, đơn vị hành chính nhỏ nhất nhưng lại có vai trò quan trọng nhất trong đời sống xã hội của người Việt. Dự án kéo dài suốt 14 năm (từ 1994 đến 2008), thu hút 176 nhà khoa học từ 17 trường đại học của Nhật Bản cùng nhiều nhà khoa học và các cơ quan nghiên cứu của nước ta. Năm 2003, GS. Yumio Sakurai, tác giả của chương trình được Trường Đại học Quốc gia Hà Nội trao bằng tiến sĩ khoa học danh dự về chương trình nghiên cứu Bách Cốc.
Trong quá trình khảo sát, nghiên cứu, các nhà khoa học đã phát hiện nhiều tài liệu, dấu vết của các giai đoạn lịch sử từ thời Hùng Vương đến các Triều đại phong kiến Việt Nam. Hệ thống các di vật phong phú, các loại hình di sản văn hoá độc đáo như: Lăng mộ, bia chân dung, văn bia, trống đồng, đồ đá, đạo sắc phong.
Sáng 20-2-2007 (tức mồng 4 tết Đinh Hợi), tại Nhà văn hoá huyện Vụ Bản, Phòng Văn thể Vụ Bản phối hợp với Bảo tàng tỉnh đã tổ chức Triển lãm "Làng Việt cổ Bách Cốc" trưng bày giới thiệu một số hình ảnh và hiện vật tiêu biểu về kết quả nghiên cứu của dự án, gồm các nội dung: Bách Cốc - một làng giàu truyền thống văn hoá; Bách Cốc - dưới góc nhìn khảo cổ học; Mối quan hệ Bách Cốc với các làng, xã của huyện Vụ Bản; Một số kết quả nghiên cứu Bách Cốc. Triển lãm có ý nghĩa khoa học nhằm giới thiệu với nhân dân địa phương và đông đảo khách thập phương những nét văn hoá truyền thống tiêu biểu của làng cổ Bách Cốc, vùng đất Thiên Bản; có ý nghĩa giáo dục và phát huy có hiệu quả các di sản văn hoá quê hương và dân tộc.
Theo Lịch sử họ Bùi ở Bách Cốc, tương truyền rằng: Cách đây 600 năm, có 12 gia đình có nguồn gốc từ Bạch Hạc tỉnh Vĩnh Phú cùng lánh nạn ngoại xâm Phương Bắc, đã dừng chân tụ tập tại mảnh đất ven biển châu thổ Sông Hồng, khai phá đất hoang lấy việc cấy trồng và chài lưới làm kế sinh nhai.Với ước vọng có nhiều chủng loại lương thực cung cấp cho con cháu no đủ, nên đặt tên cho mảnh đất đó là Bách Cốc (Trăm loại lương thực).
Làng Bách Cốc xưa kia nay thuộc xã Thành Lợi - huyện Vụ Bản - tỉnh Nam Định. 12 gia đình đó sau hình thành 12 dòng họ.